# Ouverture de concours (Poot)
Ouverture de concours is een compositie voor harmonieorkest of fanfare van de Belgische componist en lid van de componisten groep De Synthetisten Marcel Poot uit 1959. Het werk is opgedragen aan de Société Cantonale des Musiques Vaudoises.